# 宮後駅
宮後駅（みやうしろえき）は、かつて愛知県丹羽郡古知野町宮後（現在の江南市）に存在した名古屋鉄道犬山線の駅（停留所）。
古知野駅（現・江南駅） - 柏森駅間に存在した。駅跡は現在の江南市宮後町。宮後八幡社の付近である。

## 歴史
- 1912年（大正元年）8月6日 ： 名古屋電気鉄道犬山線の駅として開業[2]。
- 1921年（大正10年）7月1日 ： 名古屋電気鉄道が地方鉄道部を名古屋鉄道へ現物出資で譲渡[6]。名古屋鉄道犬山線の駅になる[3]。
- 1944年（昭和19年） ： 軍令により休止[5]。
- 1969年（昭和44年）4月5日 ： 廃止[4]。

## 駅構造
駅舎はなくホームのみの無人駅であった。駅跡地には盛り土が残っている。

## 隣の駅
所属路線、隣の駅は営業時代のもの。
名古屋鉄道
犬山線
特急・急行
通過
普通
古知野駅 - 宮後駅 - 柏森駅